# تيد تشيانغ
تيد تشيانغ (بالإنجليزية: Ted Chiang) (مواليد 1967) هو مؤلف قصص خيال علمي أمريكي اسمه الصيني شيانغ فنغ نان (姜峯楠).
فازت قصص تشيانغ القصيرة (اعتبارًا من 2013) بأربع جوائز سديم للقصة الخيالية العلمية وأربع جوائز هوغو، وجائزة جون كامبل لأفضل كاتب جديد، وغيرها.

## روابط خارجية
- تيد تشيانغ على موقع IMDb (الإنجليزية)
- تيد تشيانغ على موقع قاعدة بيانات الفيلم (الإنجليزية)